# Myènè (langue)
Pour les articles homonymes, voir Myènè.
L' omyene est une langue bantoue parlée au Gabon, principalement dans les provinces de l’Ogooué-Maritime, du Moyen-Ogooué et de l'Estuaire. Elle est commune aux  peuples Adyumba, Enenga, Galwa, Mpongwè, Orungu ou Nkomi. À chacun de ces sous-groupes est associé un dialecte.
En 2000 le nombre de locuteurs était estimé à 46 743.
Dans la classification établie par Malcolm Guthrie, le groupe linguistique myènè est codé B10.

## Grammaire

### Phonologie
Le myènè étant une langue orale, est utilisée ci-dessous la transcription proposée par André Raponda-Walker. Celle-ci est légèrement modifiée car certains symboles ne sont pas reconnus par les systèmes d'encodage informatique internationaux.
| Lettre | Alphabet phonétique | Prononcé comme dans                               |
| ------ | ------------------- | ------------------------------------------------- |
| a      | [a]                 | comme en français                                 |
| b      | [b]                 | comme en français                                 |
| ¢      | [t͡ʃ]                | Tchèque                                           |
| d      | [d]                 | comme en français                                 |
| e      | [e]                 | café                                              |
| è      | [ɛ]                 | père                                              |
| f      | [f]                 | comme en français                                 |
| g      | [g]                 | toujours dur, comme dans gâteau                   |
| i      | [i]                 | comme en français                                 |
| j      | [d͡ʒ]                | "(d)j" anglais de John                            |
| k      | [k]                 | comme en français                                 |
| l      | [l]                 | comme en français                                 |
| m      | [m]                 | comme en français                                 |
| ṁ      | [mʷ]                | son intermédiaire entre "m" et "w"                |
| n      | [n]                 | comme en français                                 |
| ṉ      | [ɲ]                 | agneau                                            |
| ń      | [ŋ]                 | "ng" anglais de sing                              |
| o      | [o]                 | "o" fermé de heaume, paume                        |
| ó      | [ɔ]                 | "o" ouvert de homme, pomme                        |
| p      | [p]                 | comme en français                                 |
| r      | [r]                 | plus roulé qu'en français, proche du "r" espagnol |
| s      | [s]                 | toujours dur, comme dans sac                      |
| t      | [t]                 | comme en français                                 |
| u      | [u]                 | outils                                            |
| v      | [ʋ]                 | vélo                                              |
| w      | [w]                 | "w" anglais de well                               |
| y      | [j]                 | toujours comme consonne, comme dans yeux          |
| z      | [z]                 | comme en français                                 |

### Substantif
Les substantifs ne sont pas divisés en genre masculin ou féminin (ex: oṁwana, enfant (fille ou garçon)).
Les substantifs sont à la place divisés en sept classes qui déterminent comment se forme le pluriel, comment s'accordent les adjectifs ou encore comment décliner les pronoms démonstratifs entre autres.
| Classe                         | Préfixe nominal | Préfixe nominal | Exemple                          | Exemple   | Préfixe pronominal | Préfixe pronominal |
| ------------------------------ | --------------- | --------------- | -------------------------------- | --------- | ------------------ | ------------------ |
|                                | sing.           | plur.           | sing.                            | plur.     | sing.              | plur.              |
| Classe I "Genre personnel"     | o               | a               | oga,chef                         | aga       | w-                 | w-                 |
| Classe II "Genre spécificatif" | o (oṁw)         | i (imy)         | obo, barre de fer oṁwèï, chaleur | ibo imyeï | w-                 | y-                 |
| Classe III "Genre abstrait"    | o               | a               | ovono,ruse                       | avono     | w-                 | m-                 |
| Classe IV "Genre extractif"    | o               | i               | ote, latte de raphia             | ite       | w-                 | s-                 |
| Classe V "Genre commun"        | /               | i               | nt¢e, terre                      | int¢e     | y-                 | s-                 |
| Classe VI "Genre noble"        | i               | a               | iba, mangue                      | aba       | ṉ-                 | m-                 |
| Classe VII "Genre modal"       | e (ez)          | / (y)           | epa, os eza, chose               | pa ya     | z-                 | y-                 |